# Wayside (contea di Armstrong, Texas)
Wayside è una comunità non incorporata degli Stati Uniti d'America della contea di Armstrong nello Stato del Texas. La comunità fa parte dell'area metropolitana di Amarillo.

## Geografia fisica
Wayside si trova sulla Ranch Road 285 a sud del Palo Duro Canyon, quattro miglia a est al confine con la contea di Randall e tre miglia a nord al confine con la contea di Swisher nell'angolo sud-ovest della contea di Armstrong.